# Journal asiatique
A Journal asiatique (régebbi teljes címén: Journal Asiatique ou Recueil de Mémoires, d'Extraits et de Notices relatifs à l'Histoire, à la Philosophie, aux Langues et à la Littérature des Peuples Orientaux) a Société Asiatique által 1822-ben alapított nemzetközi orientalisztikai szakfolyóirat.

## Története
Évente két szám jelenik meg.

## Volt főszerkesztői
- Antoine-Jean Saint-Martin (1822-1832)
- Grangeret de Lagrange (1832-1858)
- Jules Mohl (1858-1876)
- Charles Barbier de Meynard (1876-1892)
- Rubens Duval (1892-1908)
- Louis Finot (1908-1920)
- Gabriel Ferrand (1920-1935)
- René Grousset (1935-1946)
- Jean Sauvaget (1946-1950)
- Marcelle Lalou (1950-1967)
- James Février (1967-1972)
- Daniel Gimaret (1972-1992)
- Denis Matringe (1993-2001)
- Cristina Scherrer-Schaub (2001-2008)
- Gérard Colas (2008-2011)

## Fordítás
- Ez a szócikk részben vagy egészben  a   Journal asiatique című angol Wikipédia-szócikk fordításán alapul.  Az eredeti cikk szerkesztőit annak laptörténete sorolja fel. Ez a jelzés csupán a megfogalmazás eredetét és a szerzői jogokat jelzi, nem szolgál a cikkben szereplő információk forrásmegjelöléseként.